# 施萬森湖

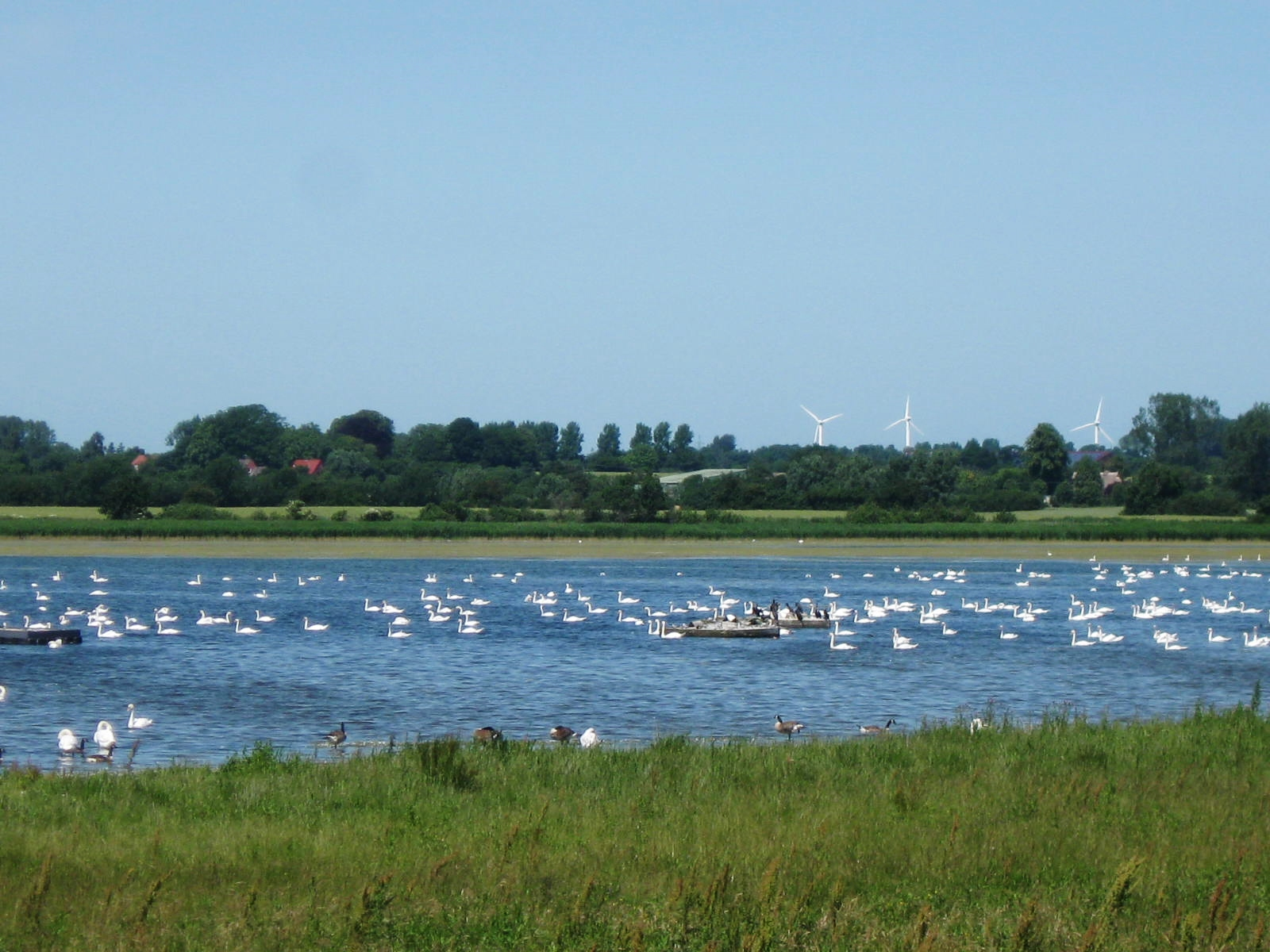

施萬森湖（德語：Schwansener See），是德國的湖泊，位於該國北部石勒蘇益格-荷爾斯泰因州，由倫茨堡-埃肯弗德縣負責管轄，長1.7公里、寬0.8公里，面積1.1平方公里，海拔高度2米，平均水深0.9米，最大水深1.2米。